# Stephen Giles
Stephen Giles (St. Stephen, Nova Brunswick, 4 de julho de 1972) é um ex-canoísta canadiano especialista em provas de velocidade.

## Carreira
Foi vencedor da medalha de bronze em C-1 1000 m em Sydney 2000.